# Santa Flora, Brasilien
Santa Flora är ett samhälle i Brasilien.   Det ligger i kommunen Santa Maria och delstaten Rio Grande do Sul, i den södra delen av landet, 1 700 km söder om huvudstaden Brasília. Santa Flora ligger 100 meter över havet och antalet invånare är 1 074.
Terrängen runt Santa Flora är platt. Runt Santa Flora är det mycket glesbefolkat, med 2 invånare per kvadratkilometer.. Santa Flora är det största samhället i trakten.
Trakten runt Santa Flora består i huvudsak av gräsmarker.